# Hugh Percy (2e duc de Northumberland)
Pour les articles homonymes, voir Percy et Hugh Percy.
Hugh Percy, 2e duc de Northumberland, né Hugh Smithson le 14 août 1742 et mort le 10 juillet 1817, est un militaire et pair britannique.

## Biographie
En 1759, il s'engagea dans la British Army et, à peine âgé de 17 ans, fut affecté comme capitaine au 85e régiment d'infanterie de marine, ce qui montre assez la position sociale et la richesse de sa famille dans l'Angleterre de l'époque. Il fut, cela dit, un officier méritant, qui s'illustra notamment dès 1759 aux batailles de Bergen et de Minden. En 1760, il s’immatricula à St John's College (Cambridge). Il épousa peu après, le 2 juillet 1764, Lady Anne Crichton-Stuart, fille de Lord Bute. En 1766, son père fut élevé au rang de duc et lui-même reçut le titre de comte Percy. En tant que député et gendre de Lord Bute, Percy fut promu colonel et, déjà pratiquement majeur, affecté comme aide-de-camp du roi en 1764. 
Percy était affecté d'une goutte chronique et d'une forte myopie. Maigre et affligé d'un gros nez, son physique était compensé, nous dit l'historien américain Fischer, par « un grand sens de l'honneur et d'une réputation de bravoure, un tempérament candide et droit, des manières impeccables et une générosité immense. »
Il a participé aux batailles de Lexington et Concord et à la bataille de Long Island au cours de la guerre d'indépendance des États-Unis, avant de démissionner de son commandement en 1777 en raison de désaccords avec son supérieur, William Howe.
Il est le fils de Hugh Percy, 1er duc de Northumberland.